# Slivak
Slivak (bulgariska: Сливак) är ett distrikt i Bulgarien.   Det ligger i kommunen Obsjtina Chitrino och regionen Sjumen, i den nordöstra delen av landet, 300 km öster om huvudstaden Sofia.
Trakten runt Slivak består till största delen av jordbruksmark. Runt Slivak är det ganska tätbefolkat, med 149 invånare per kvadratkilometer.